# Zmiana językowa
Zmiana językowa – zmiana elementów systemu językowego (gramatycznych, dźwiękowych, leksykalnych itp.), o podłożu wewnętrznym lub zewnętrznym. Zmiany językowe mogą wynikać z przyczyn socjolingwistycznych; czasem służą zaspokojeniu nowych potrzeb komunikacyjnych, bywają też uwarunkowane wpływem innej odmiany językowej lub działaniem szkolnictwa; inne przyczyny mają podłoże strukturalne (odtwarzanie wzorców językowych) lub psycholingwistyczne (błąd ludzki). Badanie zmian językowych stanowi przedmiot językoznawstwa historycznego.
Zmiany językowe można rozumieć jako utrwalone innowacje w języku, objęte akceptacją wśród społeczności jego użytkowników. Innowacje językowe powstają nieświadomie (np. jako wynik skojarzeń językowych, przejęzyczeń) lub albo też jako efekt świadomego działania użytkowników języka (np. w celu nazwania nowych zjawisk, uproszczenia sposobu formułowania myśli). 
Zmiany językowe dokonują się na rozmaitych płaszczyznach systemu, a innowacje obserwowane na pojedynczej płaszczyźnie mogą powodować przeobrażenia na pozostałych poziomach języka. Zmiany dźwiękowe przejawiają się w postaci innowacji fonetycznych (takich jak redukcje, asymilacja i dysymilacja); zmiany morfologiczne, konstytuujące się w strukturze fleksyjnej i słowotwórczej, mogą zaś powstawać w odpowiedzi na wyrównania analogiczne lub innowacje fonetyczne.
Zmiany językowe mogą być umotywowane czynnikami wewnętrznymi (np. ekonomią języka) lub zewnętrznymi (np. wpływem innych języków, modą lub czynnikami społeczno-gospodarczymi). Utrwalają się w różnym zakresie – bywają zakończone i trudne do zauważenia, ale mogą być także właściwe dla idiolektu mówiącego, zależne od wieku i innych czynników socjolingwistycznych. Ich zasięg geograficzny bywa nieregularny. Częstym wyjaśnieniem dla zmian językowych jest zjawisko analogii, występujące w morfologii. Źródłem zmian w języku standardowym mogą być odmiany niestandardowe, z którymi standard wchodzi w kontakt; z kolei te drugie odmiany nie opierają się wpływom standardu.
Pod wpływem kontaktu językowego bardzo często dochodzi do zapożyczania słownictwa (np. wyrazów określających pojęcia z innej kultury). Przy odpowiednich okolicznościach językowo-społecznych możliwe jest także przeniesienie elementów struktury języka (cech składni, morfologii, semantyki czy fonologii), również na styku różnych rodzin językowych (np. uralskiej i indoeuropejskiej). W ramach kontaktu językowego mówi się o konwergencji, czyli zbliżaniu się języków do siebie (wpływ ten ma charakter obustronny) i releksyfikacji, czyli zastępowaniu większości (lub całej) leksyki jednego języka słownictwem innego języka.
Zmiany językowe są zjawiskiem naturalnym i typowym dla języków żywych, w tym ich form literackich. Zachodni językoznawcy, stosujący podejście opisowe, odstępują przeważnie od prób ich hamowania czy też wartościowania poszczególnych zjawisk jako dobrych lub złych. Nie jest prawdziwe przekonanie, jakoby zmiany językowe prowadziły do uproszczenia mowy i zubożenia jej potencjału ekspresyjnego. Można przyjąć, że każde ewentualne kryterium, którego używa się do ewaluacji zmian, powinno być oparte na świadomości rozmaitych zastosowań, jakie dany język znajduje w posługującym się nim społeczeństwie; niemniej zmiany językowe uchodzą za zjawisko nieuniknione, silnie związane ze społecznym charakterem języka, ale jednocześnie pozbawione kierunkowości (język nie dąży ani do gorszego, ani do lepszego stanu).
Przydatność innowacji językowych jest poddawana ocenie na gruncie językoznawstwa normatywnego, wchodząc w skład głównych zagadnień tej dziedziny. Tradycyjne koncepcje kultury (kultywacji) języka i potoczne stanowiska często uznają zmienność języka za zjawisko ujemne, świadczące o spadku jego jakości. Negatywny stosunek do zmian językowych może wynikać ze złudnego przeświadczenia, jakoby współcześnie ich tempo było szczególnie nasilone. Przekonaniu temu sprzyjają takie czynniki jak wpływ środków masowego przekazu (w tym telewizji) oraz zwiększone możliwości podróży. Dostępność mediów i łatwość podróży przyczyniają się do większej wiedzy na temat istnienia różnic językowych oraz nasilonego kontaktu ze zjawiskami wariantywności i zmienności języka.